# Шёлковая Протока
Шёлковая Протока (укр. Шовкова Протока) — село в Лутугинском районе Луганской области.

## Географическое положение
Село расположено на реке под названием Луганчик. Соседние населённые пункты: сёла Ореховка и Червоная Поляна на юго-западе (оба выше по течению Луганчика), Круглик и Новобулаховка на западе, посёлки Лесное и Успенка на северо-западе, Георгиевка, Ключевое и город Лутугино на севере, сёла Волнухино, Новофёдоровка и Верхняя Ореховка (все три ниже по течению Луганчика) на северо-востоке, Каменка, Палиевка на юго-востоке, Македоновка и Ребриково на юге.

## История
Являлось селом Славяносербского уезда Екатеринославской губернии Российской империи.
Население по переписи 2001 года составляло 361 человек.
С весны 2014 года в составе Луганской Народной Республики. Входит в Ореховский сельский совет.

## Местный совет
92040, Луганская обл., Лутугинский р-н, с. Ореховка, ул. Ленина, 294; тел. 98-5-36